# Cellino Attanasio
Cellino Attanasio er en by i Abruzzo, Italien med 2.224 (2023) indbyggere.